# حسام السكري
حسام السكري هو صحفي ومذيع مصري ورئيس قنوات ياهو الشرق الأوسط ورئيس القسم العربي في تلفزيون بي بي سي سابقا. ودرس السكري الصيدلة في ألمانيا. أعدّ وقدم عدة برامج في إذاعة بي بي سي عربي وتلفزيون بي بي سي عربي مثل نقطة حوار و«حديث الساعة» و«سبعة وعشرة جرينتش» و«حكايات المقهى الإلكتروني».

## أعماله
عديدة ومن بينها:
- نقطة حوار
- حكايات المقهى الإلكتروني
- سبعة وعشرة جرينتش
- حديث الساعة

## اُنظر أيضا
- نقطة حوار